# Cebanico
Cebanico è un comune spagnolo di 232 abitanti situato nella comunità autonoma di Castiglia e León.